# Star Wars Episode I: Obi-Wan's Adventures
Obi-Wan's Adventures é um jogo eletrônico para Game Boy Color que narra os acontecimentos do filme Star Wars Episódio I: A Ameaça Fantasma, focando-se nas aventuras de Obi-Wan Kenobi.  É o resultado de um acordo firmado em 2000 entre as duas editoras de videogame LucasArts e THQ. O acordo permite que a THQ transforme licenças da LucasArts em jogos para o console portátil Game Boy Color, sendo a primeira a Obi-Wan's Adventures. A THQ publicou o jogo e a HotGen o desenvolveu. Foi lançado em 27 de novembro de 2000.
O enredo começa no cruzador da Federação do Comércio e termina com o duelo entre Obi-Wan e Darth Maul.